# Westray–Papa Westray-repülőjárat

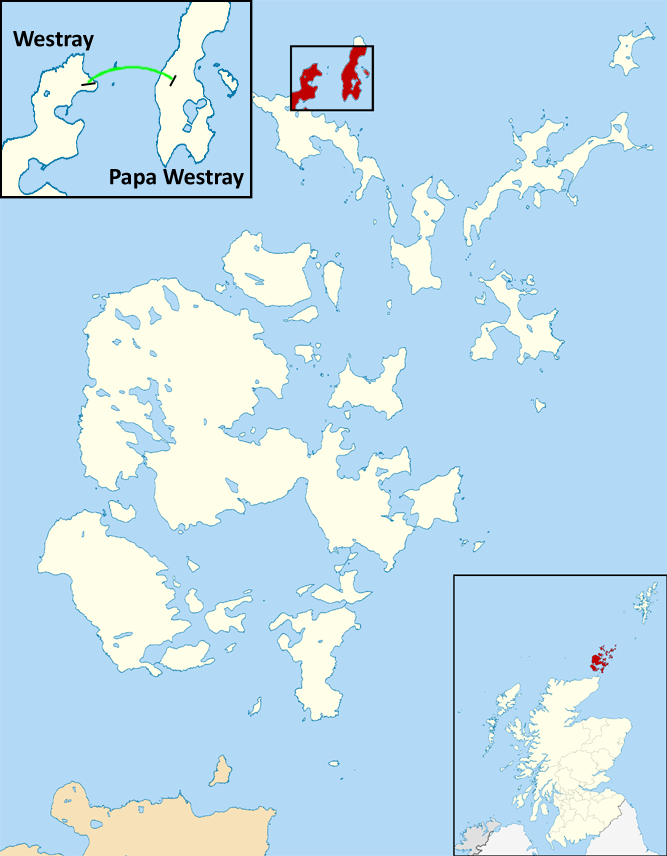
A Westray–Papa Westray repülőjárat végpontjai Orkney térképén

A Westray–Papa Westray-repülőjárat a menetrend szerinti utasszállítók közül a legrövidebb repülőjárat. Az Orkney-szigetekhez tartozó Westray és Papa Westray szigetek közt közlekedik, 2,7 kilométeres távon, a menetrend szerint másfél perces, a valóságban általában egy perc közeli menetidővel (a rekord 53 másodperc). A járatot a skót Loganair légitársaság üzemelteti közszolgálati járatként, az Orkney-szigetek Tanácsa megbízásából és finanszírozásával. Az út ára 17 font.

## Története
A járat 1967-ben indult, a világ legrövidebb járataként; azóta a Skót-felföldet és Skócia szigeteit kiszolgáló, regionális Loganair üzemelteti. Az útvonalat több más, a szigeteket összekötő repülőjárattal együtt az Orkney-szigetek Tanácsa ítéli oda a pályázók valamelyikének; 2013-ban ismét a Loganair nyerte el, három pályázó közül.
2014-ben az Orkney-szigetek Tanácsa tervezni kezdte, hogy a szigetek közül hetet állandó autóút kössön össze; a tervek közt szerepel egy híd Westray és Papa Westray között, ami feleslegessé tenné a repülőjáratot. Ez mostanáig (2021) nem valósult meg.

## A járat

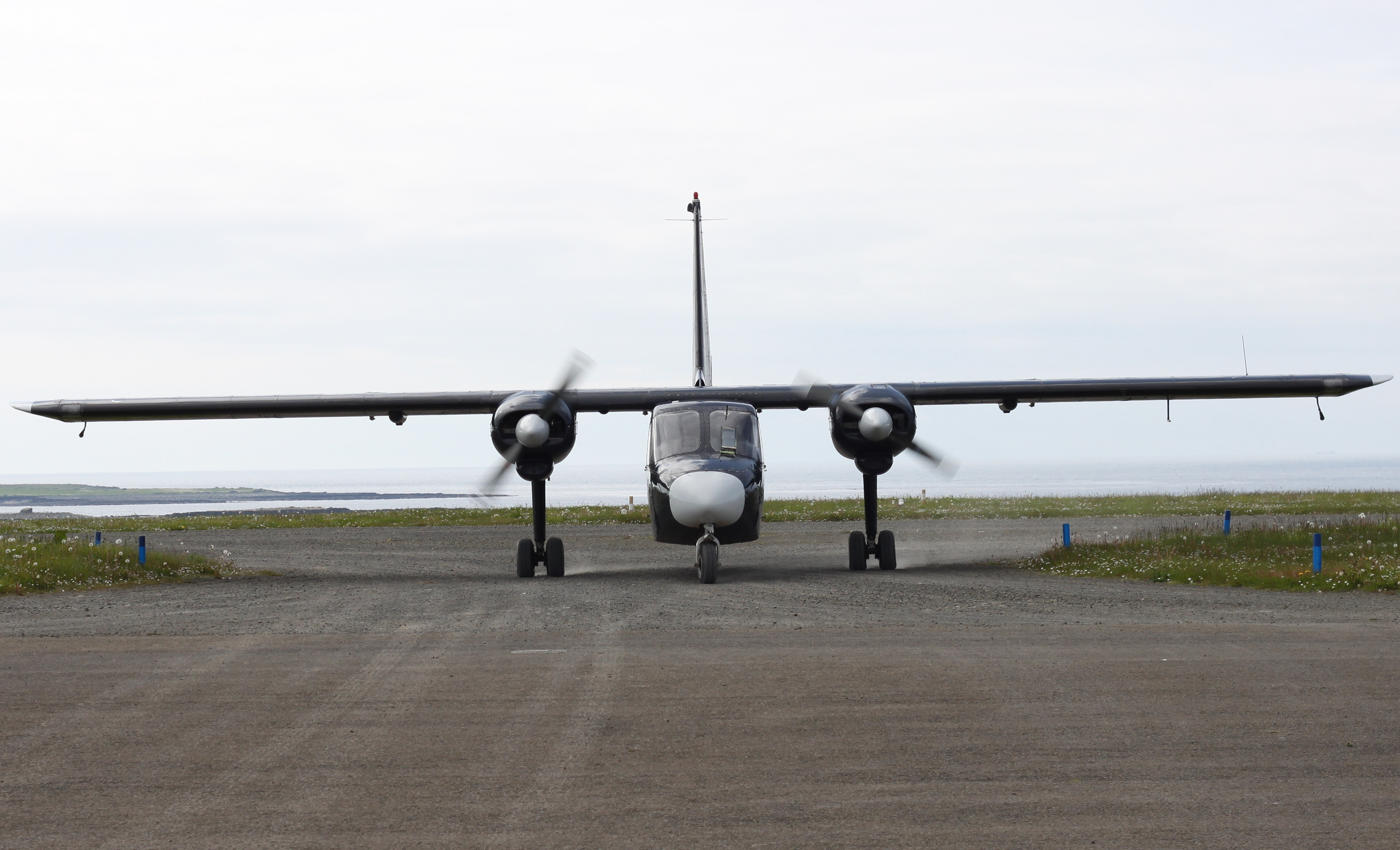
Egy guruló repülő a Papa Westray repülőtéren

Westray és Papa Westray közt naponta kétszer indul repülő mindkét irányba, kivéve szombaton, amikor csak Westrayről Papa Westrayre, illetve vasárnap, amikor csak Papa Westrayről Westrayre indul gép. Az út hossza 2,7 km, nagyjából ugyanannyi, mint a futópálya az edinburgh-i repülőtéren.
Stuart Linklater pilóta rekordnak számító alkalommal, több mint 12 000-szer tette meg a távot 2013-as nyugdíjba vonulása előtt; többször, mint bárki más. Linklater állította fel az 53 másodperces rekordot.

### Utasok

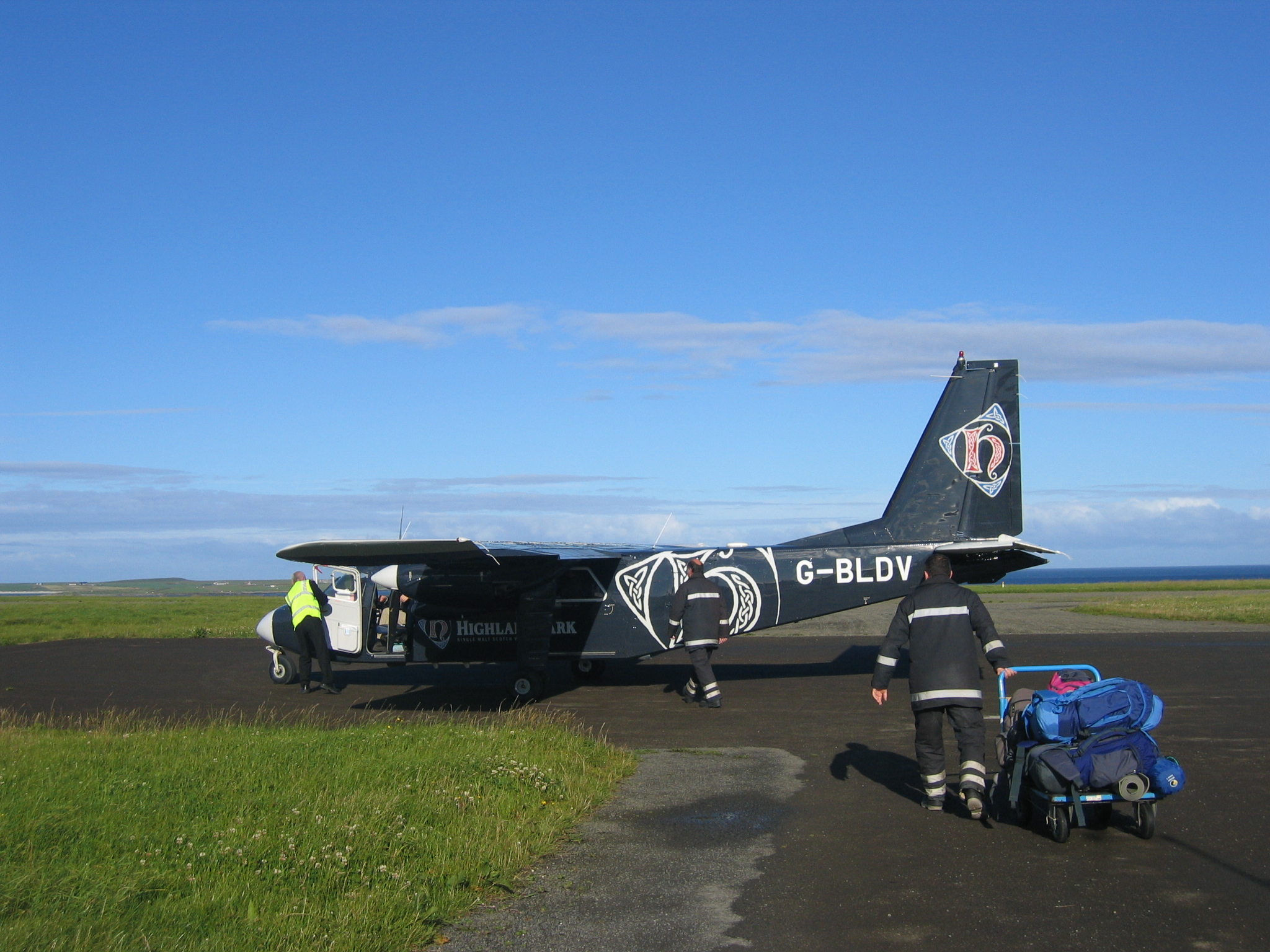
Egy Britten-Norman Islander gép készül az indulásra Papa Westray repülőterén

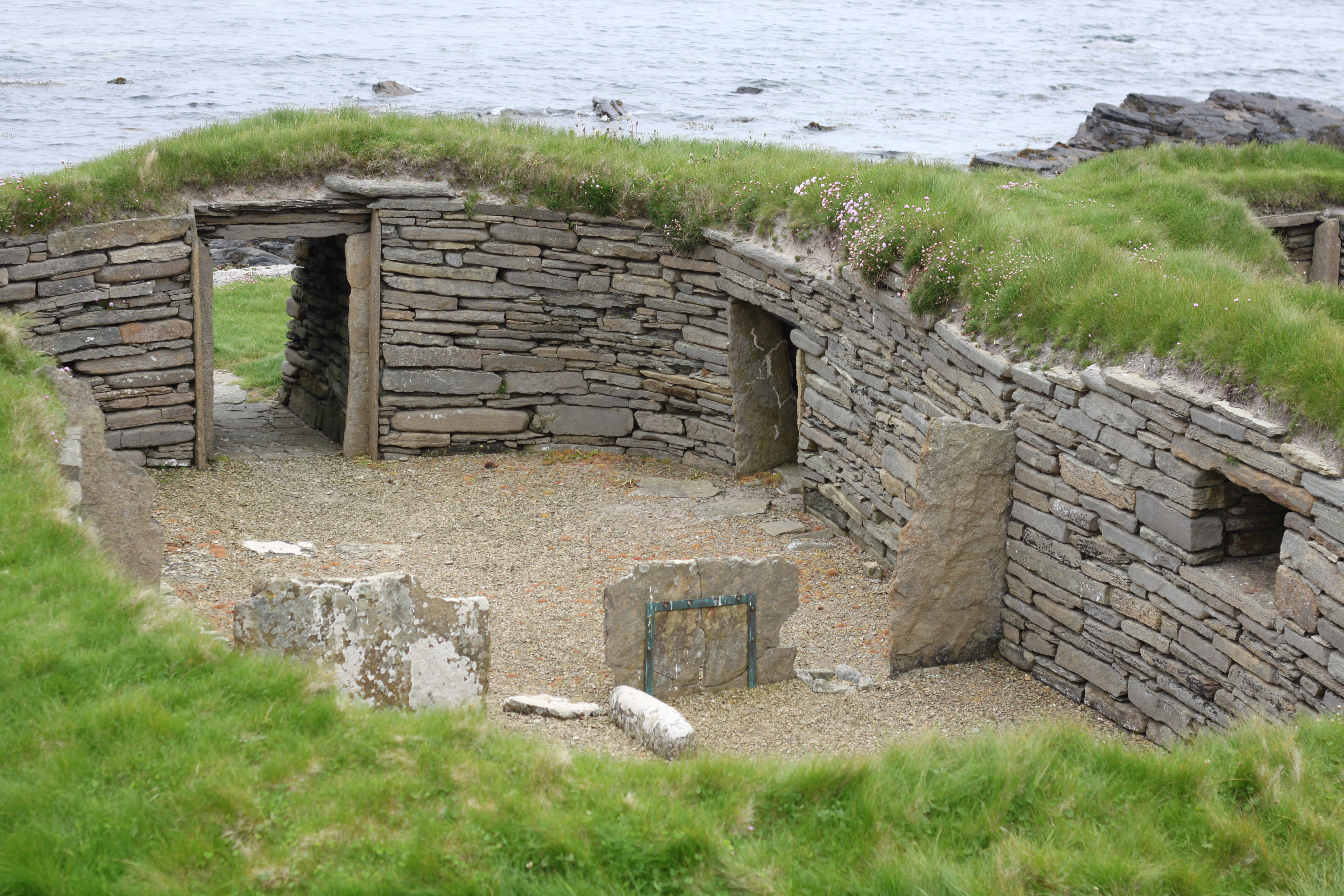
Régészeti lelőhely Papa Westrayen: valószínűleg Észak-Európa legrégebbi lakóháza

A járatot gyakran veszik igénybe a tanárok és diákok, akik Papa Westray régészeti lelőhelyeire járnak; ők teszik ki az utasok legnagyobb részét. Időnként egészségügyi dolgozók is utaznak a járaton, hogy ellátogassanak a sziget 90 lakójának valamelyikéhez, valamint páciensek, amikor orvosi ellátás igénybe vétele céljából hagyják el Papa Westrayt; a járat emellett a turisták körében is népszerűvé vált.

### A repülőgép
A Loganair két Pilatus Britten-Norman BN2B-26 Islander repülőgépe egyikével üzemelteti a járatot. Az Islander felső szárnyas, két dugattyús motorú, légcsavaros repülőgép. Egy pilóta vezeti, utasterében nyolc utas fér el; a pilóta melletti hely rendszerint üres marad. A Loganair vezérigazgatója, Jim Cameron robusztus, a skót időjárás viszontagságait jól bíró gépként jellemezte. A The Scotsman újságírója, Alastair Dalton szakértői vélemények összegzése alapján azt írta a gépről, hogy „biztonság szempontjából jó eredményeket mutat fel, és elég sokoldalúnak bizonyult ahhoz, hogy a legrövidebb, legdurvább felföldi futópályákon is használják.”

### Járatszámok
A járatszámok naponta változnak és heti ciklusban ismétlődnek. A Loganair 312-es járata hétfő reggel indul Westray repülőtérről Papa Westray repülőtérre, a 317-es járat pedig aznap délután tér vissza. Keddtől péntekig a járatszámok Papa Westray felé 323, 333, 343 és 353, a visszatérő járatoké 328, 338, 348 és 358. A 362 vagy 363 a szombati járat száma Westrayről Papa Westrayre, vasárnap pedig a 378-as járat tér vissza Westrayre.

## Fordítás
Ez a szócikk részben vagy egészben  a   Westray to Papa Westray flight című angol Wikipédia-szócikk ezen változatának fordításán alapul.  Az eredeti cikk szerkesztőit annak laptörténete sorolja fel. Ez a jelzés csupán a megfogalmazás eredetét és a szerzői jogokat jelzi, nem szolgál a cikkben szereplő információk forrásmegjelöléseként.